# Великий Бучек (Кемпінський повіт)
Великий Бучек (пол. Wielki Buczek) — село в Польщі, у гміні Рихталь Кемпінського повіту Великопольського воєводства.
Населення — 572 особи (2011).
У 1975-1998 роках село належало до Каліського воєводства.

## Демографія
Демографічна структура станом на 31 березня 2011 року:
|          | Загалом | Допрацездатний вік | Працездатний вік | Постпрацездатний вік |
| -------- | ------- | ------------------ | ---------------- | -------------------- |
| Чоловіки | 291     | 57                 | 205              | 29                   |
| Жінки    | 281     | 57                 | 169              | 55                   |
| Разом    | 572     | 114                | 374              | 84                   |